# Ali ben Ahmed
Ne doit pas être confondu avec Ali Khodja.
Pour les articles homonymes, voir Ben Ahmed (homonymie).
Ali ben Ahmed, dit Ali Khodja, Ali-Meguer, ou Ali Loco (« le fou »), est le dey d'Alger du 8 septembre 1817 au 28 février 1818.

## Biographie
Ali ben Ahmed prend le pouvoir à la suite de l'assassinat de son prédécesseur, Omar Agha, par des janissaires, le 8 septembre 1817. Dès son arrivée, il conclut une alliance avec la famille influente Ben Zamoun des Zouaouas de Kabylie.
La nuit du 1er novembre 1817, avec la complicité de Kouloughlis et de contingents kabyles, il quitte le palais de la Jénina situé dans la partie basse de la ville d'Alger, offrant peu de défenses face aux janissaires, pour s'installer en sécurité dans la citadelle d'Alger où il fait mettre son trésor à l'abri. Il annonce son intention de faire rentrer les janissaires dans le rang. Ces derniers, renforcés par le retour de la Mehalla du Constantinois, s'avancent contre Alger pour l'en chasser ; mais celui-ci ayant organisé une armée de 6 000 Kouloughlis, encadrée par les Turcs fidèles, soutenue par des contingents Zouaouas, écrase les janissaires. 1 200 d'entre eux périssent dont 150 bouloukbachi ou oda-bachi,,. Les survivants réclament l'aman et beaucoup regagnent la Turquie. 
Il meurt dans la Casbah d'Alger, lors d'une épidémie de la peste, le 1er mars 1818, après avoir nommé comme successeur Hussein Dey.
Ali Ali-Khodja est un de ses descendants.